# Cœur allumé
Pour plus de détails, voir Fiche technique et Distribution.
Cœur allumé (Corazón iluminado) est un film brésilien réalisé par Héctor Babenco, sorti en 1996[réf. nécessaire] ou 1998 (d'après l'Internet Movie Database). Il fait partie de la sélection officielle au Festival de Cannes 1998.

## Synopsis
C'est l'histoire de Juan, 17 ans, qui vit avec ses parents et passe son temps avec des intellectuels intéressés par la photographie. Juan est attiré par Anna qui va passer deux ans dans un asile psychiatrique car elle est considérée comme folle.

## Fiche technique
- Titre original : Corazón iluminado
- Titre français : Cœur allumé
- Réalisation : Héctor Babenco
- Scénario : Héctor Babenco et Ricardo Piglia
- Pays d'origine : Brésil
- Format : Couleurs - 35 mm - Dolby
- Genre : drame
- Durée : 130 minutes
- Dates de sortie : 
  - 1996[réf. nécessaire]
  -  France : mai 1998 (Festival de Cannes)
  -  Brésil : 13 novembre 1998
  -  France : 17 novembre 1999

### Production
Le film a été tourné en Argentine, à Buenos Aires et Mar del Plata.

## Distribution
- Miguel Ángel Solá : Juan (adulte)
- Maria Luísa Mendonça : Ana
- Walter Quiroz : Juan (jeune)
- Xuxa Lopes : Lilith
- Norma Aleandro : la mère
- Villanueva Cosse : le père
- Oscar Ferrigno Jr. : Martin